# Leo Ågren
Karl Leo Johannes Ågren (* 26. Juli 1928 in Nykarleby, Finnland; † 6. Juni 1984 in Stockholm) war ein finnlandschwedischer Schriftsteller und Bruder von Erik und Gösta Ågren.

## Leben und Werk
Ågren, der aus einer Bauernfamilie stammte, besuchte die Mittelschule und absolvierte zunächst eine Lehre zum Buchdrucker.
Er beschrieb in seinen Werken vorrangig das harte Leben der Landbevölkerung in Finnland in realistisch-kritischer Weise. So spielt etwa sein Debütroman Hunger i skördetid (1954, „Hunger in der Erntezeit“) im Landarbeitermilieu Österbottens. Auch in seiner großen Roman-Trilogie Kungsådern (1957, „Die Königsader“), När gudarna dör (1959, „Wenn die Götter sterben“) und Fädrens blod (1961, „Der Väter Blut“) schilderte Ågren das harte Los der finnischen Landbevölkerung vom 18. Jahrhundert bis zum Ende des Ersten Weltkriegs. Viel Beachtung hat auch sein letzter Roman Krigshistoria (1971) gefunden, eine drastische Schilderung des Krieges, seiner Sinnlosigkeit und seiner zerstörerischen Auswirkungen.
1960 erschien sein einziger Gedichtband Stämmor i nordannatten („Stimmen in der Polarnacht“).
Ågren lebte seit 1964 in Stockholm, wo er von 1964 bis 1976 bei der großen schwedischen Zeitung Dagens Nyheter als Buchdrucker arbeitete.

## Werke (Auswahl)
Romane
- Hunger-Zyklus

1. Hunger i skördetid. Roman. Söderströms, Helsinki 1954.
2. Motsols. Fortsättning på „Hunger i skördetid“. Söderströms, Helsinki 1955.

- Kungsådern-Trilogie

1. Kungsådern. Söderströms, Helsinki 1957.
2. När gudarna dör. Söderströms, Helsinki 1959.
3. Fädrens blod. Söderströms, Helsinki 1961.

- Ballad. Roman. Söderströms, Helsinki 1962.
  - deutsche Übersetzung: Unter einem schwarzen Himmel. Roman, aus dem Schwedischen von Erik Gloßmann. Osburg Verlag, Hamburg 2014, ISBN 978-3-95510-053-7.
- Krigshistoria. Roman. Seelig, Solna 1971.
  - deutsche Übersetzung: Leo Nilheims Geschichte. Roman, aus dem Schwedischen von Erik Gloßmann. Osburg Verlag, Hamburg 2014, ISBN 978-3-95510-038-4.

Lyrik
- Stämmor i nordannatten. Söderströms, Helsinki 1960.

## Verfilmungen
- Gösta Ågren (Regie): Ballad. 1968 (frei nach dem gleichnamigen Roman).